# Роде, Робертс
Ро́бертс Ро́де (латыш. Roberts Rode, род. 29 мая 1987 года, Рига, СССР) — латвийский горнолыжник, участник двух зимних Олимпийский игр.

## Спортивная биография
На соревнованиях под эгидой FIS Робертс начал выступать в начале 2003 года. Первые несколько лет Роде принимал участия в соревнованиях, проводимых на территории Австрии. В 2004 году Роде выступил на молодёжном чемпионате мира, но ни в одной из дисциплин ему не удалось попасть даже в 30-ку лучших. В 2005 году Робертс впервые выступил на взрослом чемпионате мира, но ни в слаломе, ни в гигантском слаломе ему не удалось завершить обе попытки. Всего Роде принял участие в шести чемпионатах мира. Лучшим результатом на мировых первенствах является 42-е место, завоёванное в скоростном спуске на чемпионате 2013 года в австрийском Шладминге. В Кубке мира Быдлиньский дебютировал 28 ноября 2009 года на этапе в канадском Лейк-Луисе. Лишь однажды латвийскому спортсмену удалось попасть в 30-ку сильнейших на Кубке мира — это случилось 12 февраля 2012 года в Сочи, когда Роде стал 29-м в суперкомбинации.
В 2010 году Робертс Роде дебютировал на зимних Олимпийских играх. Латвийский спортсмен стартовал на двух дистанциях: в скоростном спуске Роде занял 58-е место, а в суперкомбинации ему не удалось завершить первую часть соревнований. На зимних Олимпийских играх 2014 года в Сочи Робертс выступил уже в трёх дисциплинах, но вновь доехать до финиша Роде смог только в скоростном спуске, заняв в нём 47-е место и, уступив чемпиону австрийцу Маттиасу Майеру более 11 секунд.

## Результаты

### Олимпийские игры
| Олимпийские игры | Скоростной спуск | Супергигант | Гигантский слалом | Слалом | Комбинация |
| ---------------- | ---------------- | ----------- | ----------------- | ------ | ---------- |
| Ванкувер 2010    | 58               | —           | —                 | —      | DNF1       |
| Сочи 2014        | 47               | DNF1        | —                 | DNF1   | —          |

### Чемпионат мира
| Чемпионат мира           | Скоростной спуск | Супергигант | Гигантский слалом | Слалом | Комбинация |
| ------------------------ | ---------------- | ----------- | ----------------- | ------ | ---------- |
| Бормио 2005              | —                | —           | DNF1              | DNF2   | —          |
| Оре 2007                 | —                | —           | BDNF1             | BDNF1  | —          |
| Валь-д'Изер 2009         | —                | DNF1        | 70                | BDNF1  | —          |
| Гармиш-Партенкирхен 2011 | DNF1             | —           | —                 | —      | DNF1       |
| Шладминг 2013            | 42               | 64          | —                 | —      | DNF1       |
| Вейл/Бивер-Крик 2015     | —                | —           | 83                | —      | —          |